# Mercurius (skib, 1828)
Mercurius var en hjuldamper, bygget i Storbritannien i 1828. Skibet var bestilt af Generalpostdirektoratet i København og blev indsat på ruten mellem Korsør og Nyborg. I 1856 solgt til Joseph Owen & Sønner i København og i 1864 til Oscar Petersen og omdøbt til  Robert. Fjernet fra skibslisten i 1867.

## Baggrund
Det danske postvæsen, ledet af Generalpostdirektoratet, drev i 1820'erne fortsat en række postruter gennem kongeriget og hertugdømmerne, baseret på hestetrukne postvogne, der medtog passagerer og post og som gjorde holdt ved kroer for opsamling og overnatning. På strækningerne over vand var der indsat små sejlskibe. Siden dampskibet Caledonia kom til Danmark, havde postvæsenet bekæmpet dampskibsdriften, da man frygtede, at passagerer og besætning på de nye hurtige ruter ville medtage post og dermed underminere postvæsenets monopol og indtjening. I 1827 skiftede man mening og gav officielt publikum mulighed for til at sende post med dampskibet Prindsesse Wilhelmine til Lübeck, og senere med Dania til Jylland,  kuverterne skulle blot mærkes, når de blev indleveret. Regeringen havde nedsat en kommission til at undersøge, "om et dampskib over Bæltet kunne overvinde modstorm, og om det kunne sejle om  vinteren, når Bæltet var isfrit, men det dog var så koldt, at vandet, der skyllede hen over skibet, frøs på dets dæk og sider, hvorved  muligvis hjul og maskine kunne forhindres i at virke". I maj 1827 afleverede kommissionen sit svar, der erklærede,  „At kun overordentlig orkanagtig modstorm ville kunne sinke et dampskib betydeligt eller aldeles standse dets virksomhed, og at det vand,   der under to timers overfart kunne slå op på skibets sider, ikke i frostvejr kunne virke hæmmende på sejladsen". Derefter bestilte postvæsenet sit eget dampskib i England, beregnet på ruten over Storebælt.

## Ruten over Storebælt
Det nye skib blev bestilt hos George Graham i Harwich. Valget af værft kan have været påvirket af, at Graham i 1826 havde leveret to hjuldampere, Watersprite og Wizard, til det britiske postvæsen. Som tilsynsførende ved konstruktionen blev ansat kaptajnløjtnant Laurits Christensen. På trods af sin sømilitære rang havde Christensen - fornavnet ses også stavet Lauritz - været uden for nummer (À la suite) siden 1814 og havde drevet forretning i Ostindien fra 1816 til 1826. I 1827 havde han købt damperen Dania i England, men den solgte han igen i januar 1828. Værftet i Harwich skulle have GBP 1.200 for selve skibet, og dertil kom maskineriet, der blev leveret og monteret af Maudslay Sons & Field i London for en pris af GBP 3.200. De to to-cylindrede maskiner kunne tilsammen præstere 32 HK netto, svarende til 200 indikerede hestekræfter. Mercurius blev afleveret fra værftet 2. maj 1828, og Christensen førte selv skibet til København, hvor det ankom 18. maj 1828. Skibets første opgave i Danmark blev at transportere Arveprins Ferdinand fra København til Aarhus, og efterfølgende sejlede det til Kalundborg og hentede kong Frederik VI, der også skulle til Aarhus, for at indlede en rundrejse i Jylland.
Den 11. juni 1828 afsejlede Mercurius på sin første planmæssige overfart fra Korsør til Nyborg. Den normerede overfartstid var en time og 50 minutter. Skibsføreren var J. Jespersen, som tidligere havde sejlet med bæltsmakker, og som maskinmester havde man Edward Allingham, som Christensen havde ansat inden afrejsen fra England. Det er værd at bemærke, at mens skibsføreren havde en årsgage på 350 rbd, styrmanden 192 rbd og matroserne 144 rbd, så var Allinghams gage som maskinmester på omkring 900 rbd. Hans kendskab til dampmaskinen var imidlertid også i praksis guld værd, for da han i 1837 blev afskediget, viste det sig hurtigt at efterfølgerens manglende ekspertise resulterede i gentagne driftsstop. I 1844 blev dampskibet Kronprins Frederik Carl Christian indsat på ruten over Storebælt, og Mercurius blev herefter brugt til forefaldende opgaver. Den længstvarende af disse var som afløser på ruten Aarhus-Kalundborg i årene 1848-50, mens der var hårdt brug for skibe under Treårskrigen. I 1840'ne og 1850'ne blev skibet flere gange anvendt som bugserdamper, blandt andet i 1853, da det bugserede den skonnert, der lagde telegrafkablet mellem Nyborg og Korsør.

## De sidste år
I 1856 blev Mercurius solgt til Joseph Owen & Sønner i København, hvor fartøjet blev anvendt til bugsering og som opmudringsfartøj. I 1864 blev skibet købt af Oscar Petersen i Kastrup.  Han rådede over et antal bugser- og bjergningsskibe, og Mercurius indgik i hans rederi med det nye navn Robert. Det gamle skib udgik af skibslisten i 1867.